# Eohyllisia albolineata
Eohyllisia albolineata är en skalbaggsart som beskrevs av Stefan von Breuning 1942. Eohyllisia albolineata ingår i släktet Eohyllisia och familjen långhorningar. Inga underarter finns listade i Catalogue of Life.